# 钱范
钱范为中国古代铸造金属货币（尤指最终的流通货币，即子钱）所使用的模具，最迟出现于商代，分为母范（或称模）和子范（或称范）两种。子范直接用来铸造钱币，钱文阴文反书，范面开沟漕以便灌注金属溶液，其材质有铜、铁、土或滑石等；母范用以翻制子范（如陶子范可用铜母范在半干的土坯上压印），钱文阳文正书，其材质多为铜或石。此外学者认为可能存在另一种用以翻制母范的钱范，被称为原母或祖范，钱文阴文反书，但尚未有实物发现。因为钱范的不同以致钱币有版别之分，钱范的制造技术水平也造成了钱币的生产数量、效率和质量上的差异。

## 历史
春秋战国时期铸造钱币只用子范，其范最初多为陶制，将币形的正反面分别刻在细泥片上，晒干或烧制成陶后，叠合浇灌铜液铸钱，每范仅用一次。战国末年出现可反复使用的雕制石范（多为质地较软的滑石料）和铜范，其中铜范在浇铸钱币前须在范面上涂上一层含碳的液体，既作为高温铜液与铜范间的隔离膜，又便于脱模，但此类钱范雕刻比较耗费人工，且铸造的钱币数量难以提高。汉中叶以后改用模压工艺，即以母范制子范，至新朝时已广泛配合叠铸法大量铸造钱币。隋、唐以后则采用翻砂工艺（即砂范），利用母钱印范翻砂，利用散砂可无数次造形。

## 形制
西汉以前的铸钱为平板直浇式，故钱范多呈长铲形，一正一背对称扣合，浇注口位于上部（多呈喇叭形），浇注道或经钱体向下，或单道、双道自上而下贯通到底，靠熔液压力充填整个型腔。随着汉初叠铸工艺的出现（一说此工艺出现于战国齐），开始采用圆盘形钱范（也有方形和六角形等），仍为两片扣合，浇注口位于圆盘中心，供叠放时上下各层垂直相通，钱币模型围绕中心呈放射状排列。如钱币正反两面均有文字，则采用双面钱范，即同一个钱范上面文、背文都有，如钱币背平，则采用只有面文的单面钱范。

## 外部連結
- 中國古代貨幣 （页面存档备份，存于）